# Muzayri
Muzayri is een plaats in Abu Dhabi. Het ligt aan het begin van de Liwa Oase. Muzayri ligt 159 km ten zuidwesten van de hoofdstad Abu Dhabi.